# Jane's Information Group
La Jane's Information Group, nota semplicemente anche come Jane's, è una casa editrice britannica specializzata in argomenti relativi al trasporto e al mondo militare, che venne fondata da Fred T. Jane nel 1898. 
Jane iniziò la propria attività come un illustratore appassionato di marina, trasformando gradualmente i suoi interessi in una conoscenza enciclopedica culminata nella pubblicazione del volume All the World's Fighting Ships. L'azienda fondata da Jane si è gradualmente ramificata in altre sedi di competenza militare. I libri e le riviste di settore pubblicati dalla Jane's sono spesso considerati de facto fonte pubblica di informazioni sugli argomenti militari e sul trasporto.

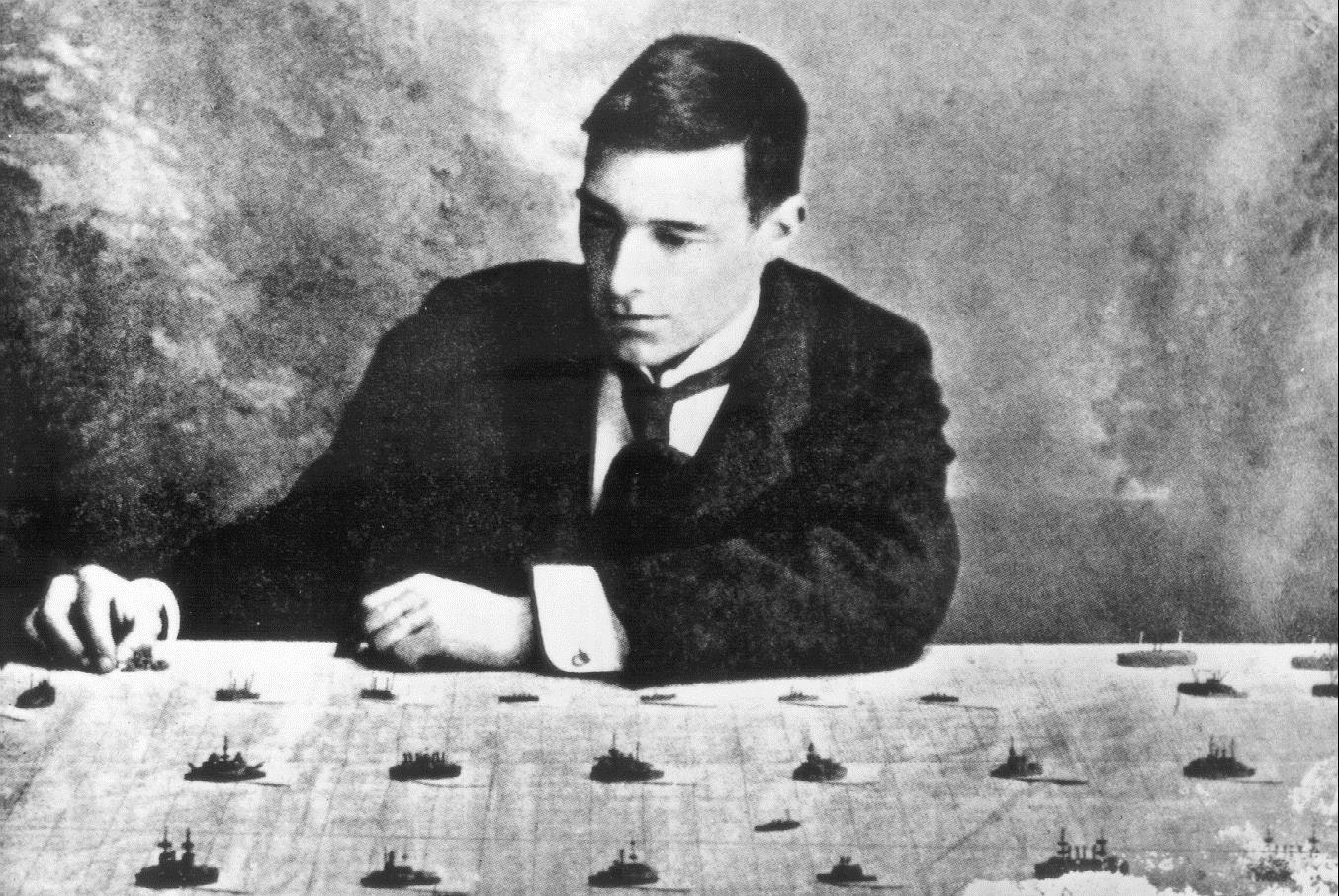
Il fondatore Fred T. Jane.

La Jane's Information Group per molti anni ha avuto sede a Coulsdon nei pressi di Londra, ma dal 2023 si è spostata poco distante a Croydon. Inoltre è stata soggetta nel tempo ad alcuni passaggi di proprietà.  Nel 2007 fu acquisita dalla statunitense IHS Inc. (Information Handling Services), mentre precedentemente era stata di proprietà di The Woodbridge Company, e anche della Thomson Corporation per diversi anni. Nel 2019 fu acquistata dal gruppo Montagu Private Equity che ne è l'attuale proprietario.
I maggiori concorrenti in lingua inglese che si interessano della stessa area tematica risultano essere Defense News, Flight International, Aviation Week e Shephard Group.
Jane's continua a fornire open source intelligence nei settori della difesa, della security, dei trasporti e delle forze di polizia.

## Lista delle pubblicazioni

### Servizi online (aggiornato continuamente)
- Jane's Terrorism and Insurgency Centre[2]
- Jane's Defence Forecasts - Military Aircraft Programmes[3]
- Jane's Defence Forecasts - Combat Vehicle Programmes[4]
- Jane's Defence Forecasts - Military Vessel Programmes[5]
- Jane's Chemical, Biological, Radiological and Nuclear Assessments[6]
- Jane's Strategic Advisory Services[7]
- Jane's Intelligence Weekly
- Jane's Urban Transport Systems

### Libri (annuali)
- Jane's Aircraft Recognition Guide
- Jane's Fighting Ships
- Jane's World Railways
- Jane's All the World's Aircraft
- Jane's Vintage Aircraft Recognition Guide
- Jane's Guns Recognition Guide
- Jane's Defence Industry News
- Jane's Infantry Weapons
- Jane's Urban Transport Systems
- Jane's surface skimmers

### Periodici
- Jane's Defence Weekly
- Jane's International Defence Review
- Jane's Navy International
- Jane's Intelligence Review
- Jane's Intelligence Digest
- Jane's Defence Industry[8]
- Jane's Airport Review
- Jane's Police Review

### Giochi
- Jane's Combat Simulations era una serie di videogiochi prodotti su licenza della Electronic Arts